# Maiagas
Maiagas (en rus: Маягас) és un poble de la república de Sakhà, a Rússia, que el 2018 tenia 604 habitants, pertany al districte de Borogontsi.